# Eroi nel vento
Eroi nel vento è un singolo del gruppo musicale rock italiano Litfiba, contenuto (con il titolo di Eroe nel vento, al singolare) nel loro primo album in studio Desaparecido, del 1985 (l'album precedente, il primo 33 giri pubblicato dai Litfiba Eneide di Krypton, infatti in realtà è una colonna sonora). 
Venne comunque girato il videoclip e nel 1991 il brano venne riarrangiato e registrato durante la tournée per El diablo in una veste profondamente diversa dall'originale (in questa versione infatti Pelù non canta la seconda strofa ed è accompagnato solo dalla chitarra elettrica distorta di Ghigo) e successivamente venne inserito nella raccolta del 1992 Sogno ribelle. Una versione molto simile a quest'ultima la si può ascoltare anche nella VHS live El diablo Tour, del 1991.

## Versioni ufficiali
- Eroe nel vento (versione album) - 3:45
inclusa in Desaparecido, del 1985
- Eroi nel vento (nuova versione) - 3:35
edita per la prima volta nella raccolta del 1992 Sogno ribelle

## Formazione
- Piero Pelù - voce
- Ghigo Renzulli - chitarra

solo nella versione album originale:
- Gianni Maroccolo - basso
- Ringo de Palma - batteria
- Antonio Aiazzi - tastiere